# Профспілки України
«Профспілки України» — всеукраїнський науково-популярний і методичний журнал. 
Виходить з січня 1975 року один раз на квартал. Засновник — Федерація професійних спілок України. 
Видання призначене для профспілкових працівників і активу профоб'єднань України.
| Журнал | Це незавершена стаття про журнал. Ви можете допомогти проєкту, виправивши або дописавши її. |